# Diecéze Arauca
Diecéze Arauca je římskokatolická diecéze nacházející se v Kolumbii.

## Území
Zahrnuje území sedmi měst departmentu Arauca: Arauca, Arauquita, Cravo Norte, Fortul, Puerto Rondón, Saravenae Tame. Součástí diecéze jsou také města Chita a Cubará departementu Boyacá, La Salina departmentu Casanare a Toledo departmentu Norte de Santander.
Biskupským sídlem je město Arauca, kde se nachází hlavní chrám, katedrála svaté Barbory.

## Historie
Dne 26. května 1915 byla dekretem Kongregace konzistoře zřízena z části území apoštolského vikariátu Casanare.
Dne 15. června 1945 byla část území použita ke zřízení apoštolské prefektury Labateca. Dne 29. května 1956 byla prefektura Labateca zrušena.
Dne 11. listopadu 1970 byla prefektura bulou Quoniam praecipuas papeže Pavla VI. povýšena na apoštolský vikariát.
Dne 19. července 1984 papež Jan Pavel II. bulou Accuratissima Summis povýšil vikariát na diecézi.

## Seznam prefektů a biskuPů
- Émile Larquère, C.M. (1916–1923)
- Giuseppe Potier, C.M. (1924–1950)
- Graziano Martínez, C.M. (1950–1956)
- Luís Eduardo García Rodríguez, M.X.Y. (1956–1970)
- Jesús Emilio Jaramillo Monsalve, M.X.Y. (1970–1989) blahoslavený mučedník
- Rafael Arcadio Bernal Supelano, C.SS.R. (1990–2003)
- Carlos Germán Mesa Ruiz (2003–2010)
- Jaime Muñoz Pedroza (2010–2018)
- Jaime Cristóbal Abril González (od 2019)